# Boris Cmiljanić
Boris Cmiljanić (Servisch: Борис Цмиљанић) (Bijelo Polje, 17 maart 1996) is een Montenegrijns voetballer die doorgaans als aanvaller speelt.

## Carrière
Cmiljanić stroomde door vanuit de jeugd van Budućnost Podgorica. Hiervoor debuteerde hij op 15 september 2012 in de Montenegrijnse voetbalcompetitie, tegen OFK Petrovac. Zijn eerste doelpunt vierde hij op 2 maart 2013, in een competitieduel tegen FK Zeta. In zijn eerste seizoen kwam hij tot vijftiencompetitiewedstrijden, het seizoen erop tot dertien.
Cmiljanić tekende op 17 juni 2014 een driejarig contract bij PSV. Hier debuteerde hij op 9 augustus 2014 voor Jong PSV, in de Eerste divisie tegen Achilles '29. Hij mocht in de tweede helft invallen voor Zakaria Bakkali, die het openingsdoelpunt scoorde. Olivier Rommens legde op slag van rust reeds de eindstand vast. Cmiljanić speelde in de volgende twee seizoenen 28 wedstrijden voor Jong PSV. Een debuut in het eerste elftal bleef uit.
Cmiljanić tekende in juli 2016 een contract tot medio 2019 bij SD Huesca, op dat moment actief in de Segunda División. Begin 2017 werd hij verhuurd aan het tweede team van UD Levante waarna zijn contract in september van dat jaar ontbonden werd. In januari 2018 sloot hij aan bij Slovan Bratislava. Nadat hij tweemaal verhuurd werd, stapte hij begin 2021 over naar FK Sarajevo.